# Xã Thornbury, Quận Delaware, Pennsylvania
Xã Thornbury (tiếng Anh: Thornbury Township) là một xã thuộc quận Delaware, tiểu bang Pennsylvania, Hoa Kỳ. Năm 2010, dân số của xã này là 8.028 người.